# Теке (село)
Теке (каз. Теке) — село в Сауранском районе Туркестанской области Казахстана. Входит в состав Ушкаикского сельского округа. Код КАТО — 512653400.

## Население
В 1999 году население села составляло 2576 человек (1324 мужчины и 1252 женщины). По данным переписи 2009 года, в селе проживало 2949 человек (1491 мужчина и 1458 женщин).